# Persone di nome Pio
| Questa pagina contiene informazioni ricavate automaticamente dalle voci biografiche con l'ausilio del template Bio e di un bot. L'aggiornamento è periodico e automatico e ricostruisce completamente la pagina. Se manca una persona in questa lista, sei pregato di non aggiungerla, ma accertati piuttosto che la sua voce biografica contenga il template Bio e che i dati anagrafici siano correttamente compilati. Se il template Bio manca, inseriscilo tu stesso o, in alternativa, metti l'avviso {{tmp\|Bio}} che ne segnala la mancanza. Se i dati riportati sono sbagliati, correggi direttamente la voce biografica; le modifiche saranno visibili in questa lista entro pochi giorni. Per chiarimenti vedi il progetto antroponimi. La lista contiene solo le 123 persone che sono citate nell'enciclopedia e per le quali è stato implementato correttamente il template Bio. Pagina aggiornata al 6 mag 2025. |

Questa è una lista di persone presenti nell'enciclopedia che hanno il nome Pio, suddivise per attività principale.

## Ammiragli(1)
- Pio Lobetti Bodoni, ammiraglio italiano (Saluzzo, n. 1867 - Torino, † 1949)

## Anarchici(1)
- Pio Turroni, anarchico italiano (Cesena, n. 1906 - † 1982)

## Architetti(2)
- Pio Piacentini, architetto italiano (Roma, n. 1846 - Roma, † 1928)
- Pio Soli, architetto italiano (Castelnuovo Scrivia, n. 1847 - Sanremo, † 1906)

## Arcivescovi cattolici(3)
- Pio da Langogne, arcivescovo cattolico francese (Langogne, n. 1850 - Roma, † 1914)
- Pio Vittorio Vigo, arcivescovo cattolico italiano (Acireale, n. 1935 - Verona, † 2021)
- Pio Alberto del Corona, arcivescovo cattolico italiano (Livorno, n. 1837 - Firenze, † 1912)

## Astronomi(1)
- Pio Emanuelli, astronomo, storico e divulgatore scientifico italiano (Roma, n. 1889 - Roma, † 1946)

## Attori(2)
- Pio Campa, attore e impresario teatrale italiano (Firenze, n. 1881 - Buccinasco, † 1964)
- Pio Marmaï, attore francese (Strasburgo, n. 1984)

## Avvocati(1)
- Pio Veronese, avvocato e calciatore italiano (Arzignano, n. 1898 - Vicenza, † 1973)

## Biologi(1)
- Pio Lava Boccardo, biologo venezuelano (Alessandria, n. 1902 - Caracas, † 1971)

## Botanici(1)
- Pio Bolzon, botanico italiano (Asolo, n. 1867 - Asolo, † 1940)

## Calciatori(11)
- Pio Roberto Alice, calciatore italiano (Stazzano, n. 1903 - Sestri Ponente, † 1974)
- Pio Angelo Brindisi, calciatore italiano (Pescara, n. 1909 - Chieti, † 1989)
- Pio Ferraris, calciatore italiano (Torino, n. 1899 - Torino, † 1957)
- Pio Gorretta, calciatore italiano (Roma, n. 1909 - Verona, † 1946)
- Pio Gramigna, calciatore e allenatore di calcio italiano (Faenza, n. 1909)
- Pio Leporati, calciatore italiano
- Pio Maneschi, calciatore italiano (Secondigliano, n. 1898 - Roma, † 1970)
- Pio Mara, calciatore italiano (Busto Arsizio, n. 1900)
- Pio Marchi, calciatore italiano (Carmagnola, n. 1895 - † 1942)
- Pio Roberto Mazza, calciatore italiano (Torino, n. 1906 - † 1979)
- Pio Palu, calciatore tongano (n. 1986)

## Canoisti(1)
- Pio Vennettilli, canoista italiano (Casalvieri, n. 1927 - Torino, † 1976)

## Cantanti(1)
- Pio, cantante italiano (Maiolo, n. 1949)

## Cardinali(2)
- Pio Laghi, cardinale e arcivescovo cattolico italiano (Castiglione di Forlì, n. 1922 - Roma, † 2009)
- Pio Taofinu'u, cardinale e arcivescovo cattolico samoano (Falealupo, n. 1923 - Apia, † 2006)

## Ceramisti(1)
- Pio Fabri, ceramista italiano (Roma, n. 1847 - Roma, † 1927)

## Ciclisti su strada(1)
- Pio Caimmi, ciclista su strada italiano (Cesenatico, n. 1905 - Cesenatico, † 1968)

## Comici(1)
- Pio e Amedeo, comico italiano (Foggia, n. 1983)

## Dermatologi(1)
- Pio Colombini, dermatologo italiano (Montalcino, n. 1865 - Montalcino, † 1935)

## Designer(1)
- Pio Manzù, designer italiano (Bergamo, n. 1939 - Brandizzo, † 1969)

## Dirigenti d'azienda(2)
- Pio Pontremoli, dirigente d'azienda, imprenditore e ingegnere italiano (Vercelli, n. 1848 - Milano, † 1919)
- Pio Umberto Pontremoli, dirigente d'azienda, imprenditore e ingegnere italiano (Atene, n. 1897 - Grottammare, † 1974)

## Drammaturghi(1)
- Pio De Flaviis, commediografo e critico teatrale italiano (Napoli, n. 1887 - Milano, † 1948)

## Filologi(2)
- Pio Franchi de' Cavalieri, filologo italiano (Veroli, n. 1869 - Roma, † 1960)
- Pio Rajna, filologo e critico letterario italiano (Sondrio, n. 1847 - Firenze, † 1930)

## Filosofi(1)
- Pio Colonnello, filosofo italiano (Benevento, n. 1951)

## Fotografi(1)
- Pio Tarantini, fotografo italiano (Torchiarolo, n. 1950)

## Funzionari(1)
- Pio Calletti, funzionario e politico italiano (Forlì, n. 1874 - Roma, † 1947)

## Galleristi(1)
- Pio Monti, gallerista italiano (Pollenza, n. 1941 - Roma, † 2022)

## Generali(1)
- Pio del Pilar, generale, rivoluzionario e attivista filippino (Makati, n. 1860 - Morong, † 1931)

## Giornalisti(4)
- Pio Bondioli, giornalista e storico italiano (Malesco, n. 1890 - Milano, † 1958)
- Pio De Berti Gambini, giornalista e autore televisivo italiano (Pola, n. 1930 - Roma, † 1995)
- Pio Schinetti, giornalista italiano (Modena, n. 1875 - Milano, † 1941)
- Pio d'Emilia, giornalista italiano (Roma, n. 1954 - Tokyo, † 2023)

## Giuristi(1)
- Pio dal Borgo, giurista e letterato italiano (Pisa, n. 1707 - † 1785)

## Hockeisti su pista(1)
- Pio Rasponi, hockeista su pista italiano (n. 1905)

## Imprenditori(2)
- Pio Bartolucci Godolini, imprenditore, patriota e politico italiano (Sant'Elpidio a Mare, n. 1836 - Sant'Elpidio a Mare, † 1890)
- Pio Pion, imprenditore italiano (Varese, n. 1887 - Milano, † 1965)

## Incisori(1)
- Pio Penzo, incisore e presbitero italiano (Piane di Schio, n. 1926 - Vicenza, † 1988)

## Indologi(1)
- Pio Filippani Ronconi, indologo, iranista e esoterista italiano (Madrid, n. 1920 - Roma, † 2010)

## Ingegneri(1)
- Pio Fantoni, ingegnere italiano (Bologna, n. 1721 - Bologna, † 1804)

## Insegnanti(1)
- Pio Ortelli, docente e scrittore svizzero (Mendrisio, n. 1910 - Mendrisio, † 1963)

## Inventori(1)
- Pio Chiaruttini, inventore e imprenditore italiano (Bozzolo, n. 1901 - Botticino, † 1985)

## Judoka(1)
- Pio Gaddi, judoka e allenatore di judo italiano (Roma, n. 1929 - Roma, † 2024)

## Librettisti(1)
- Pio Enea II Obizzi, librettista italiano (Battaglia, n. 1592 - Battaglia, † 1674)

## Medici(1)
- Pio Foà, medico e politico italiano (Sabbioneta, n. 1848 - Torino, † 1923)

## Militari(2)
- Pio Spaccamela, militare italiano (Arpino, n. 1849 - Roma, † 1928)
- Pio Viale, militare italiano (Sanremo, n. 1895 - Yol, † 1942)

## Nobili(2)
- Pio Enea I Obizzi, nobile italiano (Padova, n. 1525 - † 1589)
- Pio Torelli di Adriano, nobile italiano (Gualtieri - † 1699)

## Operai(1)
- Pio Bigo, operaio, partigiano e superstite dell'Olocausto italiano (Druento, n. 1924 - Piossasco, † 2013)

## Papi(12)
- Papa Pio I, papa, vescovo e santo romano (Aquileia - Roma, † 154)
- Papa Pio II, papa, vescovo cattolico e cardinale italiano (Corsignano, n. 1405 - Ancona, † 1464)
- Papa Pio III, papa, vescovo cattolico e cardinale italiano (Sarteano, n. 1439 - Roma, † 1503)
- Papa Pio IV, papa, vescovo cattolico e cardinale italiano (Milano, n. 1499 - Roma, † 1565)
- Papa Pio V, papa, vescovo cattolico e santo italiano (Bosco Marengo, n. 1504 - Roma, † 1572)
- Papa Pio VI, papa, vescovo cattolico e cardinale italiano (Cesena, n. 1717 - Valence-sur-Rhône, † 1799)
- Papa Pio VII, papa, vescovo cattolico e cardinale italiano (Cesena, n. 1742 - Roma, † 1823)
- Papa Pio VIII, papa, vescovo cattolico e cardinale italiano (Cingoli, n. 1761 - Roma, † 1830)
- Papa Pio IX, papa, arcivescovo cattolico e cardinale italiano (Senigallia, n. 1792 - Roma, † 1878)
- Papa Pio X, papa, cardinale e vescovo cattolico italiano (Riese, n. 1835 - Roma, † 1914)
- Papa Pio XI, papa, vescovo cattolico e cardinale italiano (Desio, n. 1857 - Città del Vaticano, † 1939)
- Papa Pio XII, papa, arcivescovo cattolico e cardinale italiano (Roma, n. 1876 - Castel Gandolfo, † 1958)

## Partigiani(1)
- Pio Borri, partigiano italiano (Grosseto, n. 1923 - Stia, † 1943)

## Patrioti(1)
- Pio Speranza Mazzoni, patriota, medico e agronomo italiano (Notaresco, n. 1828 - Rosburgo, † 1889)

## Pittori(8)
- Pio Joris, pittore e incisore italiano (Roma, n. 1843 - Roma, † 1921)
- Pio Panfili, pittore, incisore e decoratore italiano (Porto San Giorgio, n. 1723 - Bologna, † 1812)
- Pio Fabio Paolini, pittore italiano (Udine, n. 1620 - † 1692)
- Pio Pia, pittore italiano (Isola d'Asti, n. 1900 - Asti, † 1958)
- Pio Pullini, pittore, decoratore e illustratore italiano (Ancona, n. 1887 - Roma, † 1955)
- Pio Rossi, pittore italiano (Forlì, n. 1886 - Pordenone, † 1969)
- Pio Sanquirico, pittore italiano (Gudo Visconti, n. 1847 - Milano, † 1900)
- Pio Semeghini, pittore italiano (Quistello, n. 1878 - Verona, † 1964)

## Poeti(1)
- Pio Roba, poeta e pittore italiano (Arenzano, n. 1915 - Genova, † 1999)

## Politici(10)
- Pio Alessandrini, politico italiano (Trento, n. 1906 - Barasso, † 1996)
- Pio Bersani, politico italiano (Castelnuovo Scrivia - Torino, † 1879)
- Pio Chiaruzzi, politico sammarinese (n. 1949)
- Pio Del Gaudio, politico italiano (Caserta, n. 1967)
- Pio Donati, politico e avvocato italiano (Modena, n. 1881 - Bruxelles, † 1927)
- Pio La Torre, politico e sindacalista italiano (Palermo, n. 1927 - Palermo, † 1982)
- Pio I Pio, politico italiano
- Pio Tuia, politico neozelandese (Nukunonu, n. 1943)
- Pio Viazzi, politico, filosofo e giurista italiano (Gavi, n. 1868 - † 1914)
- Pio Gerolamo Vidua, politico italiano (Casale Monferrato, n. 1748 - † 1836)

## Presbiteri(5)
- Luigi Ciotti, presbitero e attivista italiano (Pieve di Cadore, n. 1945)
- Pio Heredia Zubía, presbitero spagnolo (Larrea, n. 1875 - Santander, † 1936)
- Pio Brunone Lanteri, presbitero italiano (Cuneo, n. 1759 - Pinerolo, † 1830)
- Pio da Pietrelcina, presbitero, mistico e santo italiano (Pietrelcina, n. 1887 - San Giovanni Rotondo, † 1968)
- Pio Scilligo, presbitero, psicologo e psicoterapeuta italiano (Formazza, n. 1928 - Roma, † 2009)

## Principi(1)
- Pio Augusto in Baviera, principe tedesco (Landshut, n. 1786 - Bayreuth, † 1837)

## Produttori cinematografici(1)
- Pio Angeletti, produttore cinematografico italiano (Roma, n. 1929 - Orte, † 2020)

## Registi(1)
- Pio Vanzi, regista, sceneggiatore e giornalista italiano (Firenze, n. 1884 - Palermo, † 1957)

## Religiosi(2)
- Pio Giuseppe Gaddi, religioso italiano (Forlì)
- Pio di San Luigi, religioso italiano (Trebbio, n. 1868 - San Vito, † 1889)

## Scrittori(2)
- Pio Baldelli, scrittore, giornalista e critico cinematografico italiano (Perugia, n. 1923 - Firenze, † 2005)
- Pio Fontana, scrittore e critico letterario svizzero (Balerna, n. 1927 - Mendrisio, † 2001)

## Scultori(3)
- Pio Cellini, scultore italiano (Roma, n. 1863 - Roma, † 1930)
- Pio Fedi, scultore italiano (Viterbo, n. 1816 - Firenze, † 1892)
- Pio Iorio, scultore e pittore italiano (L'Aquila, n. 1904 - L'Aquila, † 1992)

## Sindacalisti(1)
- Pio Galli, sindacalista italiano (Annone di Brianza, n. 1926 - Lecco, † 2011)

## Storici(3)
- Eugenio Di Rienzo, storico italiano (Roma, n. 1952)
- Pio Carlo Falletti, storico italiano (Torino, n. 1848 - Chiomonte, † 1933)
- Virgilio Titone, storico, scrittore e critico letterario italiano (Castelvetrano, n. 1905 - Castelvetrano, † 1989)

## Trombonisti(1)
- Pio Nevi, trombonista e direttore di banda italiano (Parma, n. 1848 - Milano, † 1930)

## Vescovi cattolici(4)
- Pio Augusto Crivellari, vescovo cattolico italiano (Padova, n. 1906 - Arco di Trento, † 1966)
- Pio Vincenzo Forzani, vescovo cattolico italiano (Mondovì, n. 1792 - Vigevano, † 1859)
- Pio Giardina, vescovo cattolico italiano (Santa Domenica Vittoria, n. 1884 - † 1953)
- Pio Paschini, vescovo cattolico e storico italiano (Tolmezzo, n. 1878 - Roma, † 1962)

## Senza attività specificata(2)
- Pio Camillo Bonelli, VIII duca di Salci, duca, politico e rivoluzionario italiano (Roma, n. 1757 - Roma, † 1837)
- Pio Torelli, conte (Montechiarugolo, n. 1578 - Parma, † 1612)